# ناثان قود
ناثان قود (بالإنجليزية: Nathan Good)‏ هو طبال أمريكي، ولد في 1975.

## وصلات خارجية
- ناثان قود على موقع ميوزك برينز (الإنجليزية)
- ناثان قود على موقع أول ميوزيك (الإنجليزية)